# Linn Berggren
Malin Sofia Katarina Berggren (n. 31 octombrie 1970, în Göteborg, Suedia) este un membru fondator al formației Ace of Base. Fiind interesată și implicată în muzică încă din copilărie, a format trupa în 1990, împreună cu sora sa Jenny, fratele Jonas, și prietenul lor Ulf Ekberg. Înainte de a fi cântăreață, Malin a studiat să devină profesoară la Chalmers University of Technology în orașul natal Göteborg, și a cântat în corul bisericii.
Când Ace of Base a semnat cu casa de discuri daneză Mega Records în 1990, Malin, sau Linn, așa cum a devenit cunoscută, a ales să-și întrerupă studiile de profesoară. Deși sora sa, Jenny, dorise întotdeauna să fie cântăreață, Linn niciodată nu a afirmat ceva similar. Dimpotrivă, în 1997 Linn spunea: "Am dorit să cânt, dar niciodată nu am dorit să fiu o cântăreață".
În 2007 Linn a făcut oficială plecarea din Ace Of Base.